# Idaea reynaldiata
Idaea reynaldiata là một loài bướm đêm trong họ Geometridae.